# 小白樺商店
小白樺商店（俄语：Берёзка）是苏联政府设立的使用外汇购买商品的商店。该商店一般仅为外国人服務，但也能給苏联政府官员等特权阶层提供稀缺食品和外国享乐用品，是「红色贵族」的象征。戈爾巴喬夫上臺後廢除了小白樺商店。

## 消费模式

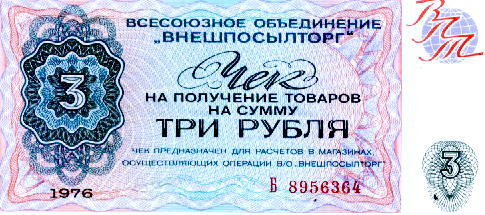
用于在小白桦商店支付的Vneshposyltorg支票

小白桦商店分为三种消费模式，其一为供各国外交使团使用“д”系列支票购买商品，其二为供外国人使用现钞外币购买；其三为供苏联公民使用“A”系列支票购买，一般是苏共阶级才有。各鋪所供之商品、進入權限大大不同，同時還有分等級。
為免因特供稀有高級品導致社會不穩，小白桦商店地址都在相对無人的街段，店面只有隐蔽的小白桦標示，展览橱上都用印有英文“B.S ”商标的厚布挡着，外面看不见里面的东西和活动，進入內部的顧客被提醒該店主要供給外國大使等等。但其實在苏联，拥有以上支票或外汇的人员（一般为政府工作人员）也可以在小白桦商店购买外国商品，當然在蘇共內部等於是有傑出表現，屬於「被安排」的額外獎勵，「不拿白不拿」等條件來宣傳。如此也降低了官員的心理壓力，這種扭曲現象便一直存在著。

## 历史
在苏联，外国人使用苏联以外的货币可以到“特供商店”進行購物。1936年以后，莫斯科三大商店“古姆”、“楚姆”和“莫斯科”成为专供外国人消费的特供商店。但由于苏联国有体制的束缚，这三个商店的服务靈活度低，顾客要買商品只能从商品名录中挑选，再通过对外的贸易银行来转账。在这一制度下，顧客购买的衣物即使尺寸不合适也不能退换。
这些特供商店的问题，最终导致了1964年“小白桦”商店的诞生。最初这类商店只接待外国人和涉外工作的前苏联人。外国人可以使用外国货币，而苏联人只有拥有证件的涉外工作人员和高级官员可以在这里购物，没有证件的苏联人即使合法拥有外币也无法在这里购物。支付方式包括非现金转账，使用外汇券，使用外币。这一商店体系曾经是“特权”的象征。
每逢周末小白桦商店门外就会停满汽车，持有证件的人纷纷在门外等候进入商店购物。这里可以买到苏联国内的大量稀缺食品，如鳇鱼、鲑鱼、鱼子酱和出口伏特加等等；也可以买到“资产阶级的”享乐用品，如外国的酒、香烟、巧克力、领带、皮鞋、呢绒、香水、晶体管收音机、录音机等。
类似“小白桦”商店这样的特殊裁缝店、特殊理发店、洗衣店、化学洗染店等专为特殊阶层服务的各种商店以及食品店在莫斯科约有100处。在苏联政权末期，生活用品匮乏，购买一般商品需要排队，只有在“小白桦”外汇商店和部长以上官员的特供商店，才能方便地提供商品。
戈爾巴喬夫上臺後，將小白樺商店予以廢除。

## 其它國家的小白樺商店

### 中華人民共和國
中華人民共和國成立後，仿造蘇聯模式開設了類似小白樺商店的特權商店。這種商店只有達到一定級別的政府幹部纔能入內。雖然在當時中華人民共和國國內的物資並不寬裕，但是這些商店裏有質量很高而且十分廉價的貨物。在改革開放後發行的「外匯券」、開設的友誼商店也有類似性質。随着改革开放进程，目前友谊商店已经全部转型为一般百货商店。

### 德意志民主共和国

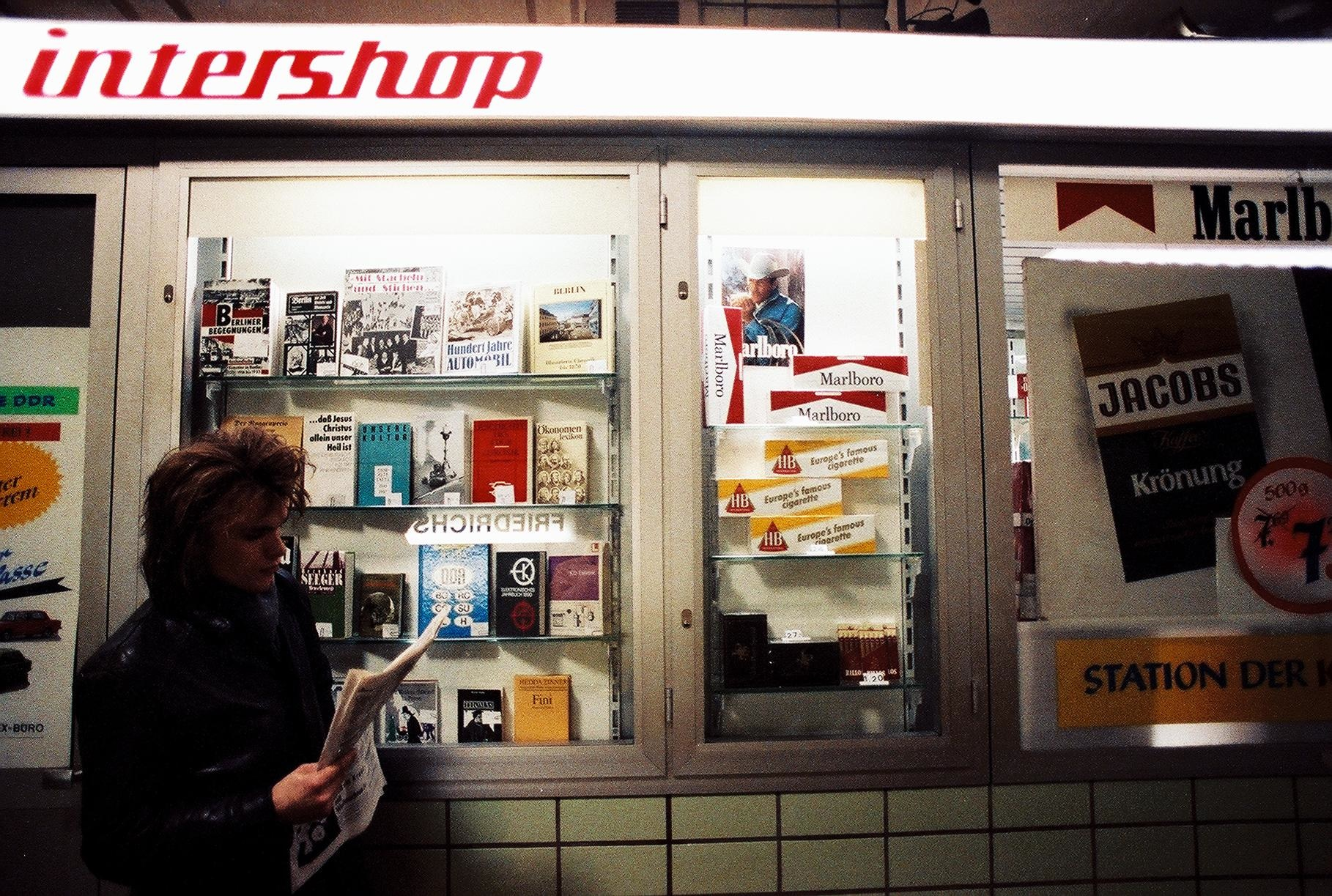
东柏林腓特烈大街火车站里的国际商店

德意志民主共和国成立后，政府在其境内设立了名为国际商店（Intershop）的用于销售高级产品的连锁商店，这些商店禁止使用东德马克支付，仅接受以外币或名为Forumscheck的支票等硬通货支付。最初是面向西方游客开设的，以补充东德外汇储备。1974年后，东德居民亦被允许在国际商店购物。

### 朝鲜
朝鲜民主主义人民共和国於1990年代成立外匯商店，出售各種進口商品，包括食物、傢俱、電器等。外匯商店只接受美元、歐元和人民幣付款，且一般只向外國人開放。

## 相關評論
有人評論稱：「在斯大林時代，撿拾收穫過的田地裏的小土豆的農民會以『盜竊國家財產罪』被關進監獄...而蘇聯的上層人物卻在小白樺商店裏購買特供物品。」
葉利欽在《我的自述》一書中評論道：「蘇聯僅僅讓幾十人過上了『共產主義』的生活，而廣大人民卻在貧困中掙扎。」